# Gustav Schröpler
Gustav Ludwig Schröpler (* 12. April 1830 in Lobositz; † 24. September 1901 in Ingolstadt) war ein deutscher Maler. Er schuf zahlreiche Ansichten von Ingolstadt.

## Leben
Gustav Ludwig Schröpler war ein Sohn des Andreas Josef Schröpler und dessen Ehefrau Josefa Schröpler, geb. Mann. Er heiratete 1856 Maria Magdalena Stahl aus Plan bei Eger und erwarb am 5. November 1878 das Bürgerrecht in Ingolstadt. In der entsprechenden Urkunde wurde er als Kunstmaler bezeichnet. 1891 erhielt er vom Königlichen Festungs-Gouvernement die schriftliche Erlaubnis, malerische Punkte der Festung Ingolstadt im Bild festzuhalten. Eine Vervielfältigung bedurfte jedoch besonderer Genehmigung und seine Arbeiten wurden von der Militärbehörde kontrolliert.
Schröpler arbeitete als Auftragsmaler und hatte eine Art Geschäftslokal im Stadttheater. Er bot auch Porträts an und malte etwa den Prinzregenten Luitpold, der Ingolstadt 1886 und 1887 besuchte, wurde jedoch vor allem durch seine Stadtansichten, die Ingolstadts Baugeschichte dokumentieren, bekannt. Zahlreiche Bilder Schröplers befinden sich heute im Stadtarchiv in Ingolstadt.
Schröpler war offenbar auch als Original bekannt, über das zahlreiche Anekdoten verbreitet wurden, die sich auch nach seinem Tod noch hielten. Die Ingolstädter Zeitung vom 28. Juni 1927 etwa verweist auf ein besonderes Museumsexponat, ein von Schröpler eigenhändig gebautes Hochrad. Beim Bau unterstützt haben soll ihn der Theatermeister Franz Illner.
Die Schröplerstraße in Ingolstadt wurde 1933 nach dem Maler benannt. 2009 zeigte das Stadtmuseum Ingolstadt Werke Schröplers in einer Ausstellung über Ingolstadter Maler des 19. und 20. Jahrhunderts.
Seine Tochter Luise Schröpler (auch Louise, 1871 Ingolstadt bis 1937 München) wurde ebenfalls Malerin, sie signierte häufig mit 'L. Schröpler München'. 
Ein Urenkel Gustav Schröplers war der "Künstler in der vierten Generation" (Main-Post, 26. März 2009) und Kunsterzieher Willi Pflüger (1939–1979).

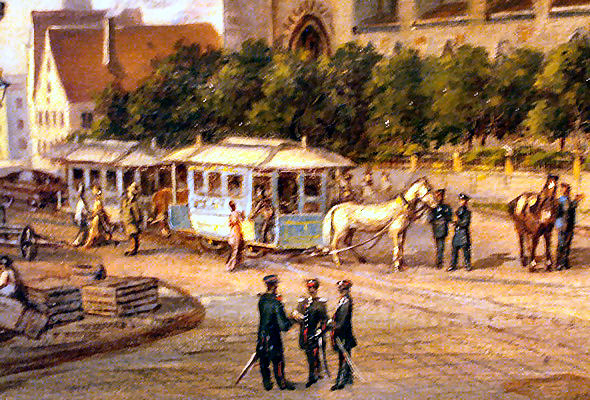
Pferdebahn
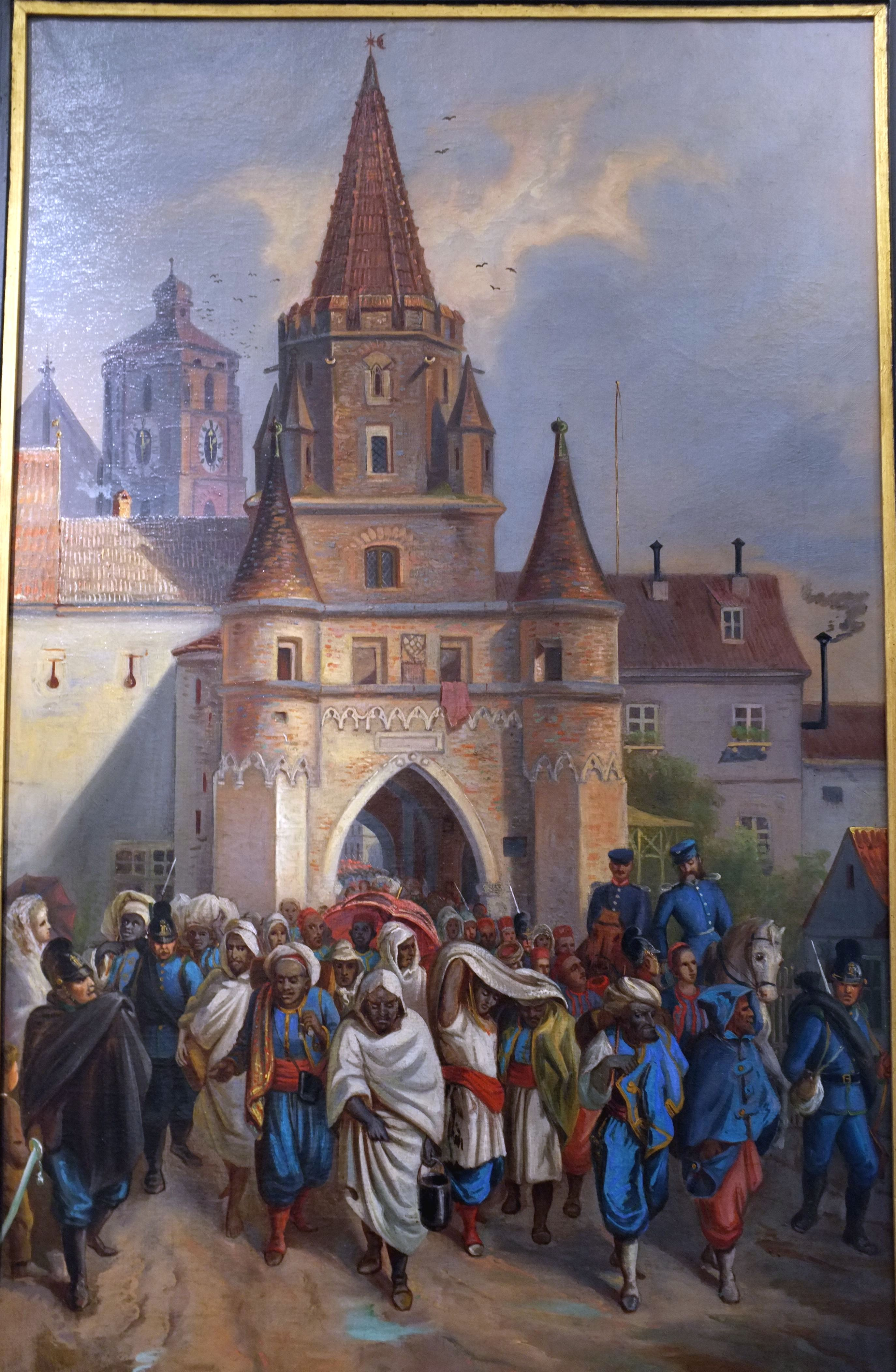
Das Kreuztor mit gefangenen französischen Soldaten
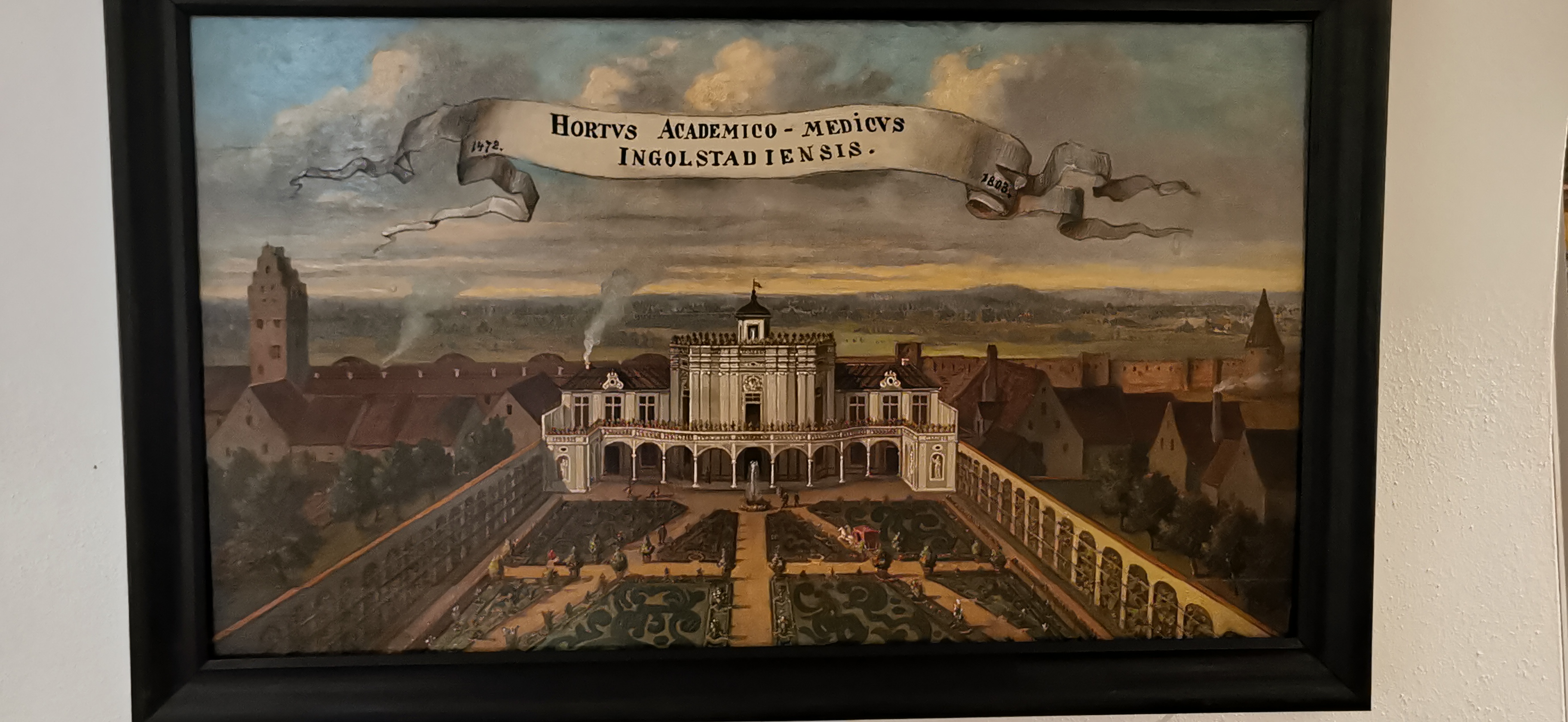
Anatomie mit Botanischem Garten